# Theodor von Schacht
Theodor Freiherr von Schacht (* 1748 in Straßburg; † 20. Juni 1823 in Regensburg) war ein deutscher Komponist.

## Leben
Theodor von Schacht kam bereits 1756  im Alter von acht Jahren nach Regensburg  an den Hof der Fürsten von Thurn und Taxis, wo auch sein Vater Karl Ludwig von Schacht tätig war. Dort erfuhr er in der Pagerie im Laufe von zehn Jahren eine höfische Erziehung und erhielt eine erste musische Ausbildung bei den Hofmusikern Küffner und Joseph Riepel. Im Jahre 1766 ging Schacht für mehrere Jahre als Schüler des Opernkomponisten Niccolò Jommelli (1714–1774) an den Hof des Herzogs Carl Eugen von Württemberg in Stuttgart. Nach seinen Studien in Stuttgart und Wetzlar kehrte er 1771 nach Regensburg zurück und wurde von Fürst Alexander Ferdinand von Thurn und Taxis (1704–1773) 1771 zum  Hofkavalier ernannt.
Mit dem ab 1773 regierenden damaligem Erbprinzen Carl Anselm von Thurn und Taxis verbanden ihn schon früh gemeinsame musikalische Interessen, was zur Folge hatte, dass nach dessen Regierungsantritt 1773 Schacht zum Intendanten der Hofmusik ernannt und mit dem Aufbau einer italienischen Oper beauftragt wurde. Schacht war aber auch auf anderen Gebieten der Komposition (Singspiel, Sinfonie, Konzert, Kirchenmusik) tätig und wurde 1774 Oberleiter des Hoftheaters und Ballhauses am Ägidienplatz. Das Theater hatte einen Jahresetat von 20.000 Gulden, jedoch wurde der Theaterbetrieb 1786 eingestellt. Im Jahr 1790 wurde Schacht zum fürstlichen Geheimen Rat ernannt und 1796 für seine Verdienste um die Hofmusik mit einem Ehrensold auf Lebenszeit ausgezeichnet. Im Todesjahr des Fürsten Carl Anselm 1805 wurde Schacht pensioniert und trat eine Reise nach Wien an, um dort musikalische Eindrücke zu sammeln und sich als Komponist bekannt zu machen. Zu den Höhepunkten dieser Reise zählten das Zusammentreffen mit dem Beethoven-Schüler Erzherzog Rudolph von Österreich und mit Napoleon I., zu dessen Ehren er sechs Messen komponierte. Erst im Jahr 1812 kehrte Schacht nach Regensburg zurück, wo er im Jahre 1823 starb.

## Werke
Seine Werke befinden sich als Manuskripte vor allem in der Musiksammlung der Fürsten von Thurn und Taxis in Regensburg.